# Don Quichotte à Dulcinée

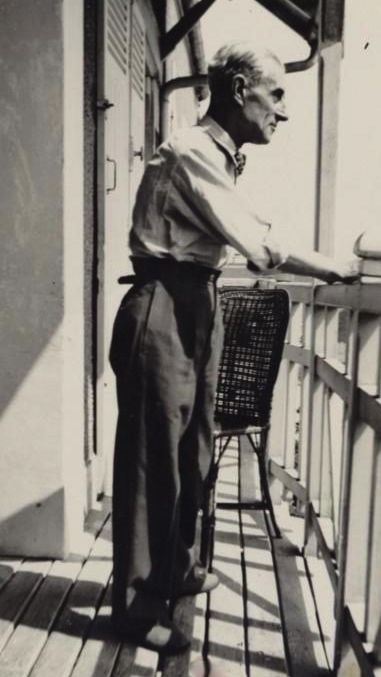
Maurice Ravel sur le balcon de sa maison à Montfort-l'Amaury (vers 1930).

Don Quichotte à Dulcinée est un recueil de trois mélodies pour baryton et accompagnement composées par Maurice Ravel en 1932 sur des poèmes de Paul Morand. Il s'agit de la dernière œuvre achevée par Ravel, dont il existe deux versions : l'une pour voix soliste et orchestre, l'autre arrangée pour une voix seule et piano. L'œuvre porte la référence M.84, dans le catalogue des œuvres du compositeur établi par le musicologue Marcel Marnat.

## Musique
En juin 1932, Ravel se voit commander trois chansons espagnoles pour les besoins du film Don Quichotte du réalisateur autrichien Georg Wilhelm Pabst avec le chanteur et acteur Fédor Chaliapine dans le rôle-titre. Le délai de composition est fixé au 15 août 1932. Le 26 août 1932, Ravel fait savoir de Saint-Jean-de-Luz que le délai, si court, étant impossible à tenir, il renonce à la commande. Les sociétés produisant le film insistent auprès de Ravel pour remettre au moins une mélodie le 15 septembre 1932. Ravel accepte de livrer la guajira à cette nouvelle date butoir et les deux autres mélodies fin octobre 1932. Mais, le 2 septembre 1932, la société productrice du film rompt le contrat avec Ravel et l’informe qu’un autre compositeur a été sollicité, Jacques Ibert. Selon Darius Milhaud, d’autres compositeurs ont aussi été sollicités avant que le choix définitif ne porte sur Jacques Ibert :

« Les mœurs cinématographiques sont singulières. Après avoir pressenti Falla, puis Ravel, puis Gretchaninov, puis moi-même, puis bien d’autres, puis de nouveau Ravel, ce fut Ibert qui fit la musique de ce film avec son habileté coutumière. Mais Ravel avait un contrat et avait déjà travaillé. »

Parmi les autres compositeurs sollicités, non cités par Milhaud, figure Marcel Delannoy.
Le 26 novembre 1932, à la suite de la rupture de son contrat, Ravel assigne la société productrice du film devant le Tribunal de Commerce de Paris et réclame 75.000 francs de dommages et intérêts,.
Ces trois mélodies sont un hommage original au héros de Cervantes. Si elles reflètent pour la dernière fois l'imaginaire espagnol de Ravel, elles marquent dans leur forme un retour à une esthétique bien plus traditionnelle que celles des derniers grands chefs-d'œuvre du musicien. Mais peut-être cette apparente simplicité participe-t-elle à la popularité du triptyque.
1. Chanson romanesque [guajira], dédiée à Robert Couzinou
2. Chanson épique [zortzico basque], dédiée à Martial Singher
3. Chanson à boire [jota aragonesa], dédiée à Roger Bourdin

La première chanson était d'abord intitulée Chanson romantique, d'après le contrat du 9 juillet 1934 entre Maurice Ravel et les éditions Durand, d'après la première édition de la partition aux éditions Durand en décembre 1934, d'après la première gravure sur disques 78 tours chez Gramophone fin 1934, et d'après les programmes de concert du 1er décembre 1934 à fin 1937.
Dans ses souvenirs, Manuel Rosenthal affirme avoir réalisé l'orchestration devant Maurice Ravel et selon les intentions de ce dernier, « pas sous sa dictée, mais sous son regard ».
Les trois mélodies durent environ sept minutes.
Don Quichotte à Dulcinée, dans sa version pour voix et orchestre, fut créé le 1er décembre 1934 par Martial Singher et l'Orchestre Colonne sous la direction de Paul Paray.

## Paroles

### Chanson romanesque
Si vous me disiez que la Terre
A tant tourner vous offensa,
Je lui dépêcherais Pança :
Vous la verriez fixe et se taire.
Si vous me disiez que l'ennui
Vous vient du ciel trop fleuri d'astres,
Déchirant les divins cadastres,
Je faucherais d'un coup la nuit.
Si vous me disiez que l'espace
Ainsi vidé ne vous plaît point,
Chevalier Dieu, la lance au poing,
J'étoilerais le vent qui passe.
Mais si vous disiez que mon sang
Est plus à moi qu'à vous ma Dame,
Je blêmirais dessous le blâme
Et je mourrais vous bénissant.
Ô Dulcinée...

### Chanson épique
Bon Saint Michel qui me donnez loisir
De voir ma Dame et de l’entendre,
Bon Saint Michel qui me daignez choisir
Pour lui complaire et la défendre,
Bon Saint Michel veuillez descendre
Avec Saint Georges sur l’autel
De la Madone au bleu mantel.
D’un rayon du ciel bénissez ma lame
Et son égale en pureté
Et son égale en piété
Comme en pudeur et chasteté:
Ma Dame.
Ô grands Saint Georges et Saint Michel,
L’ange qui veille sur ma veille,
Ma douce Dame si pareille
A Vous, Madone au bleu mantel !
Amen.

### Chanson à boire
Pour les articles homonymes, voir Chanson à boire (homonymie).
Foin du bâtard, illustre Dame,
Qui pour me perdre à vos doux yeux
Dit que l'amour et le vin vieux
Mettent en deuil mon cœur, mon âme !
Je bois à la joie !
La joie est le seul but
Où je vais droit...
Lorsque j'ai bu !
A la joie, à la joie !
Je bois à la joie !
Foin du jaloux, brune maîtresse,
Qui geint, qui pleure et fait serment
D'être toujours ce pâle amant
Qui met de l’eau dans son ivresse !
Je bois à la joie !
La joie est le seul but
Où je vais droit...
Lorsque j'ai bu !
A la joie! À la joie !
Je bois à la joie !